# استروکز
د استروکس (به انگلیسی: The Strokes) نام گروه راک آمریکایی است که سال ۱۹۹۸ توسط جولین کازابلانکاز در نیویورک بنیان گذاشته‌شد. این گروه به عنوان یکی از تاثیرگذارترین گروه‌های قرن بیست و یکم شناخته‌می‌شود.
بعد از انتشار آلبوم اول گروه به نام اینه؟ گروه نقدهای مثبت فراوانی گرفت و از آن زمان به بعد د استورکز توانست هوادارن بسیاری خصوصاً در آمریکا، بریتانیا، کانادا و استرالیا بدست‌آورد.

## آلبوم‌ها

### آلبوم‌های استودیویی
| نام انگلیسی آلبوم            | سال انتشار | نام فارسی آلبوم    |
| ---------------------------- | ---------- | ------------------ |
| ۱.Is This It                 | ۲۰۰۱       | اینه؟              |
| ۲.Room on Fire               | ۲۰۰۳       | اتاق در حریق       |
| ۳.First Impressions of Earth | ۲۰۰۶       | احساسات اولیه زمین |
| ۴. Angles                    | ۲۰۱۱       | زاویه‌ها            |
| Comedown Machine             | ۲۰۱۳       | ماشین سقوط         |
| The New Abnormal             | ۲۰۲۰       | ناهنجاری جدید      |